# La moglie del fornaio
La moglie del fornaio (La Femme du boulanger) è un film del 1938 diretto da Marcel Pagnol, tratto da un episodio dal romanzo Jean le Bleu di Jean Giono relativo ai capitoli sesto e settimo.

## Trama
Arrivato da poco in un paesino dell'Alta Provenza, un fornaio scopre un giorno che la moglie se ne è andata insieme a un pastore. L'uomo, allora, decide di scioperare e di non fornire più il villaggio di pane fino a quando la moglie non ritornerà a casa. Tutto il villaggio si mobilita per far riaprire la panetteria.

## Restauro e contestualizzazione
Il film è stato restaurato insieme ad altri dello stesso regista in occasione della Rétrospective Pagnol au Fema La Rochelle, svoltasi dal 28 giugno al 7 luglio 2024. Nel presentare la rassegna Cahiers du cinéma annota come il mondo di Pagnol sia di tipo collettivo per cui tutti praticamente sono protagonisti nella rappresentazione  dello spazio-tempo rappresentato. Nella Femme du bulanger tali presenze costanti diventano "ansiogene" per cui il fornaio Raimu non può aprire una porta senza ritrovarsi imbottigliato con una dozzina di persone e anche il tentativo di suicidarsi in pace impiccandosi per il dolore della moglie in fuga è impossibile in tale contesto.

## Riconoscimenti
- National Board of Review Awards 1940
  - Miglior film straniero